# Alapana Banerjee

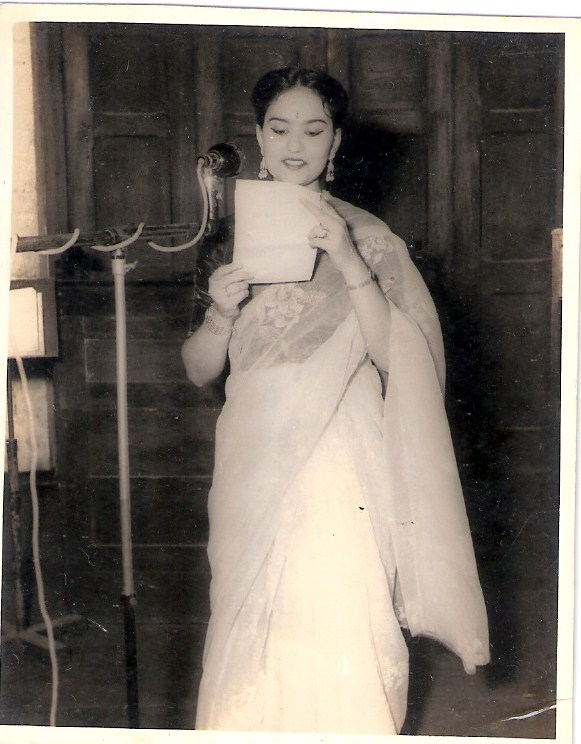
Alapana Banerjee in ihrer Jugend

Alapana Banerjee (bengalisch আলপনা বন্দ্যোপাধ্যায় Ālapanā Bandyopādhyāẏ; verh.: Alapana Mukherjee; * 14. März 1934 in Kalkutta; † 24. Juli 2009 ebd.) war eine indische klassische Sängerin.

## Leben
Banerjee sang seit ihrer Kindheit und wurde als Jugendliche von Gauri Prasanna Majumder und Rabin Chatterjee, zwei Freunden ihres Vaters und bekannten Vertretern der bengalischen Filmmusikszene, gefördert. Als Playbacksängerin wirkte sie an mehr als fünfzig bengalischen Filmen mit. In Salil Sens Film Nagini Kanyar Kahini (1958) sang sie an der Seite von Lata Mangeshkar unter der musikalischen Leitung von Ravi Shankar.
Bekannt wurde sie mit zahlreichen Auftritten in Fernseh- und Radioshows. Zu ihren musikalischen Partnern zählten u. a. Utpala Sen, Sandhya Mukhopadhyay, Manabendra Mukhopadhyay, Hemanta Kumar Mukhopadhyay, Rabin Chatterjee, Nachiketa Ghosh, Sushil Majumdar und Ali Akbar Khan. Ein häufiger Duettpartner war Shyamal Mitra.
1959 heiratete sie Sridhar Mukherjee und beendete danach ihre Laufbahn beim Film, um sich der Erziehung ihrer Kinder zu widmen. Populär wurden ihre Aufnahmen von Kinderliedern wie Hatti Ma Tim Tim, Agdum Bagdum Ghoradum Shaje, Chhotto Pakhi Chandana und Ami Alpana Enke Jai.